# Peter Worm (Jurist)
Peter Worm (* 17. September 1957 in Fichtelberg) ist ein deutscher Verwaltungsjurist. Seit 2009 ist er Direktor des Bayerischen Landtages.

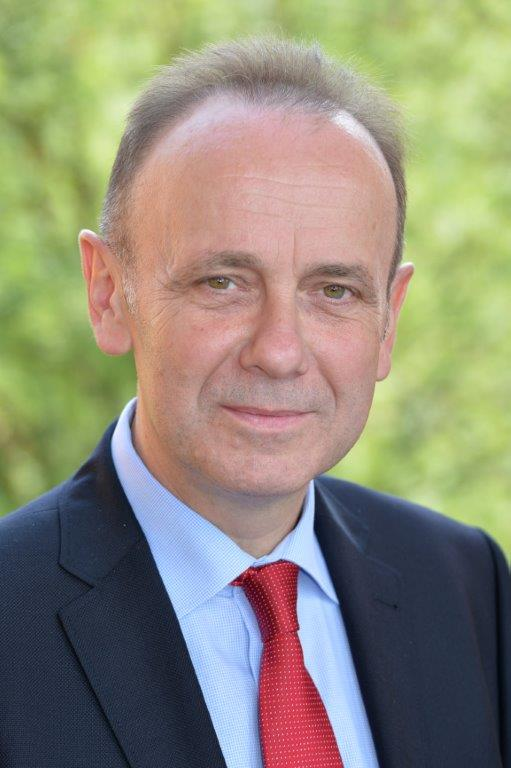
Peter Worm

## Studium
Peter Worm studierte von 1977 bis 1982 Rechtswissenschaften an der Universität Regensburg. Während der Referendarzeit von 1982 bis 1985 beim Landgericht Regensburg absolvierte er ein Ergänzungsstudium an der Hochschule für Verwaltungswissenschaften in Speyer und arbeitete in einer Rechtsanwaltskanzlei in Wunsiedel mit. Von 1982 bis 1986 war Peter Worm wissenschaftlicher Mitarbeiter am Lehrstuhl für Straf- und Strafprozessrecht der Universität Regensburg. Nach dem Zweiten juristischen Staatsexamen war er ab dem 1. Dezember 1985 im Bereich des Bayerischen Staatsministeriums des Innern in der Regierung von Oberbayern tätig.

## Beruflicher Werdegang
Worm trat am 1. Mai 1986 in das Bayerische Landtagsamt ein, zunächst von 1986 bis 1990 als Referent im Justiziariat, dann von 1990 bis 1994 als persönlicher Referent von Landtagspräsident Wilhelm Vorndran. Anschließend leitete er von 1994 bis 2006 das Referat Plenum – Ältestenrat – Parlamentarische Grundsatzfragen. Ab 1. Februar 2006 war er ständiger Vertreter des Abteilungsleiters P – Parlamentarische Dienste. Am 1. Dezember 2006 wurde Peter Worm zum Abteilungsleiter Z – Zentrale Dienste ernannt.
Am 1. April 2009 wurde Peter Worm als Ministerialdirektor der Direktor des Bayerischen Landtages.  Seit dieser Zeit vertritt er den Bayerischen Landtag im Beirat der Partnerschaft der Parlamente e.V., einer gemeinnützigen und überparteilichen Vereinigung, deren Aufgabe es ist, die freundschaftlichen Beziehungen zwischen den Menschen in der Bundesrepublik Deutschland, in Kanada, der Republik Österreich, der Schweiz, der Vereinigten Staaten von Amerika und weiteren Nationen, deren Prinzipien auf einer freiheitlichen und repräsentativen Demokratie beruhen, im Rahmen des Völkerverständigungsgedankens zu fördern. Der Partnerschaft der Parlamente gehören alle deutschen Landesparlamente an.
Darüber hinaus gilt das ehrenamtliche Engagement von Peter Worm seiner Heimatgemeinde Fichtelberg (Oberfranken) und ihren Anliegen sowie seines Wahlheimatortes Mering (Schwaben), in der er seit über 25 Jahren lebt und wo er im Kuratorium der Pfarrgemeinde St. Michael mitwirkt.
2025 wurde ihm der Bayerische Verdienstorden verliehen.

## Schriften (Auswahl)
- Hrsg.: Tabula gratulatoria für Dr. Wilhelm Vorndran zum 70. Geburtstag. Bayerischer Landtag, München 1994.